# Penguin Software
La Penguin Software, in seguito Polarware, era una software house statunitense sita a Geneva (Illinois), nata nel 1980 e guidata da Mark Pelczarski, specializzata in videogiochi per computer e in computer grafica.

## Storia
La ragione sociale Penguin Software venne adottata solo nel 1980, in precedenza dal 1979 venne usato il nome MP Software per pubblicare un primo programma di grafica, The Magic Paintbrush.
La Penguin software dovette poi cambiare la propria ragione sociale in quanto ebbe dei problemi legali dovuti alla Penguin Books, che sosteneva non fosse possibile usare quel nome in quanto troppo simile al loro. Nel 1986 la società cambiò il suo nome in Polarware (anch'essa ora non più attiva).

## Software
Molti dei prodotti furono videogiochi oppure software di utilità legati alla grafica.
I programmi erano sviluppati per le seguenti piattaforme:
- Apple II
- Apple Macintosh
- Commodore 64
- Commodore Amiga
- Atari 8-bit
- Atari ST
- MS-DOS

Una particolarità dei programmi pubblicati da Penguin Software a partire dal 1982 era che questi, per decisione di Mark Pelczarski, non facevano uso di alcun tipo di protezione contro le copie. Pelczarski inviò, a sostegno di ciò, lettere a riviste del settore informatico nelle quali spiegava la sua decisione e chiedeva a tutti di non abusare di questa libertà.

### Elenco
- Expedition Amazon
- Ring Quest
- Xyphus
- Bouncing Kamungas
- The Coveted Mirror
- Pensate
- The Spy Strikes Back
- Minit Man
- The Quest
- Spy's Demise
- Pie Man
- The Graphics Magician (considerato il loro programma più importante[senza fonte])
- The Complete Graphics System
- Short Cuts
- Paper Graphics
- Transitions
- Cat Graphics
- Magic Paintbrush
- Additional Type Sets
- Map Pack
- Data Analyzer
- Home Data Manager
- The Home Connection
- Disk Repair Kit
- Disk ar RANGER
- Transylvania
- Transylvania II: The Crimson Crown
- Stellar 7
- All Dogs Go to Heaven
- Electric Crayon
- Sesame Street Crayon